# 静岡県道291号中部天竜停車場線

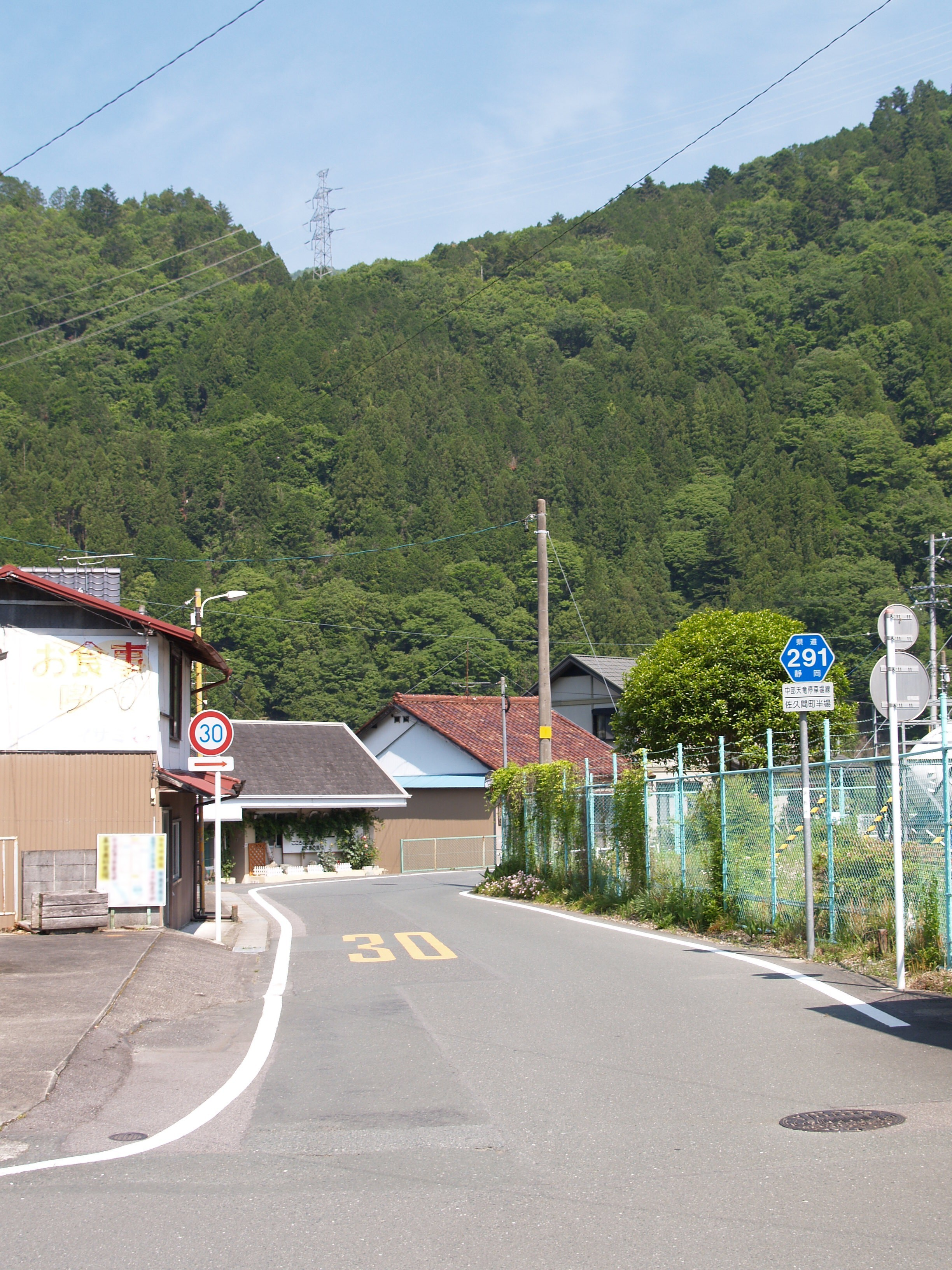
中部天竜駅前にて（2010年5月）

静岡県道291号中部天竜停車場線（しずおかけんどう291ごう ちゅうぶてんりゅうていしゃじょうせん）は、静岡県浜松市を通る一般県道である。

## 路線概要
その距離は500mにも満たないほど短い路線であるが、途中、天竜川を横断する（橋の名称は『中部大橋』）。

### 路線データ
- 陸上距離：0.4km
- 起点：浜松市天竜区佐久間町中部天竜停車場（飯田線・中部天竜駅）
- 終点：浜松市天竜区佐久間町（国道473号交点）

## 通過する自治体
- 静岡県
  - 浜松市（天竜区）

## 接続路線
- 国道473号